# Bidstrup
Bidstrup er en gammel hovedgård i Granslev Sogn. (Før Kommunalreformen 1970 lå sognet i Houlbjerg Herred i Viborg Amt, efter 1970 i Langå Kommune og efter 2007 i Favrskov Kommune). Hovedbygningen er opført 1698-1760.
Herregården ligger i Lilleådalen omtrent 8 km fra åens udløb i Gudenåen ved Langå. Den nævnes første gang i 1345.
Borggård, staldgård og ladegård ligger om en fælles akse, hvor hvert af de tre led har sit særpræg.
Bidstrup Gods er på 990 hektar.

## Ejere af Bidstrup
- (1345-1390) Petrus Jensen Galskyt
- (1390-1419) Jens Eskildsen Falk
- (1419) Kirsten Jensdatter Falk gift Podebusk
- (1419-1461) Henning Podebusk
- (1461) Marine Henningsdatter Podebusk gift Eriksen
- (1461-1468) Hans Eriksen
- (1468-1688) Oluf Sommer
- (1488-1498) Erik Ottesen Rosenkrantz
- (1498-1503) Henrik Eriksen Rosenkrantz
- (1503) Vibeke Ottesdatter Rosenkrantz gift Podebusk
- (1503-1541) Predbjørn Clausen Podebusk
- (1541-1564) Ermegaard Bille gift Podebusk
- (1564-1573) Erik Jørgensen Podebusk / Jytte Predbjørnsdatter Podebusk gift Gyldenstierne
- (1573-1593) Sidsel Oxe gift Podebusk / Predbjørn Knudsen Gyldenstierne / Karen Knudsdatter Gyldenstierne gift Gyldenstierne
- (1593-1608) Ingeborg Bille / Predbjørn Knudsen Gyldenstierne / Axel Gyldenstierne
- (1608-1637) Knud Gyldenstierne
- (1637-1662) Christence Lindenov gift Gyldenstierne
- (1662) Øllegaard Knudsdatter Gyldenstierne gift (1) Friis (2) Lykke
- (1662-1686) Kai Lykke
- (1686) Sophie Amalie Friis gift Rantzau
- (1686-1708) Johan Rantzau
- (1708) Frantz Johansen Rantzau
- (1708) Christiane Barbara Johandatter Rantzau gift Parsberg
- (1708-1719) Verner Parsberg
- (1719-1720) Christiane Barbara Johansdatter Rantzau gift Parsberg
- (1720-1729) Mathias de Poulson
- (1729-1732) Anna Marie Mathiasdatter de Poulson gift Vinding
- (1732-1749) Andreas Vinding
- (1749-1764) Gerhard Hansen de Lichtenberg
- (1764-1777) Hans Henrik de Lichtenberg
- (1777-1842) Geert de Lichtenberg
- (1842-1867) Hans Henrik de Lichtenberg
- (1867) Marie Sophie Dorothea Hansdatter de Lichtenberg gift Honnens
- (1867-1892) Tycho Frederik Andreas Honnens de Lichtenberg
- (1892-1915) Hans Henrik Honnens de Lichtenberg
- (1915-1940) Geert Frederik Honnens de Lichtenberg
- (1940-1944) Asta Sell gift Honnens de Lichtenberg
- (1944-1959) Hans Henrik Honnens de Lichtenberg
- (1959-1986) Margrethe Mose gift Honnens de Lichtenberg
- (1986-2020) Geert Honnens de Lichtenberg
- (2020-) Boet efter Geert Honnens de Lichtenberg